# Amelier
Amelier är en bergstopp i Schweiz. Den ligger i distriktet Obersimmental-Saanen och kantonen Bern, i den sydvästra delen av landet, 50 km söder om huvudstaden Bern. Toppen på Amelier är 2 001 meter över havet.